# Université d'Oikos
Pour les articles homonymes, voir Oikos (homonymie).
L'université d'Oikos (en anglais : Oikos University) est une université chrétienne américaine située à Oakland (Californie).

## Historique
Fondée en 2004 par le pasteur Jongin Kim, l'université abrite une petite centaine d'étudiants de la communauté coréenne.

### Fusillade d'avril 2012
Le 2 avril 2012, vers 10 h 33 (UTC-8), un homme abat sept étudiants et en blesse grièvement trois autres. Le principal suspect est ressortissant coréen de 43 ans, il a été arrêté par la police californienne,.